# 마이 리틀 포니: 우정은 영원하다
마이 리틀 포니: 우정은 영원하다(영어: My Little Pony: Friendship Is Forever)는 애니메이션 TV 시리즈 마이 리틀 포니: 우정은 마법의 미니 시리즈 클립쇼이다.